# محاصره سیلوان (۵۰۲)

مرز روم و ایران پس از عهدنامه 384

محاصره سیلوان در ۵۰۲ در طی جنگ آناستازی به وقوع پیوست. این محاصره پیروزی دیگری را برای ایران به همراه داشت. با رسیدن ارتش ایران به سیلوان، شهربان شهر تئودور و مردم محلی تصمیم گرفتند شهر را بدون مقاومت به ایرانیان واگذار کنند.